# 伊塔佩维
伊塔佩维是巴西圣保罗州的一个市镇。总面积91.353平方公里，总人口205881人，人口密度2253.7人/平方公里。